# 伊莎贝尔·索普
伊莎贝尔·索普（英語：Isabelle Thorpe，2001年3月4日—），英国女子花样游泳运动员，2023年欧洲运动会女子双人自由自选铜牌得主、2024年世界游泳锦标赛女子双人技术自选银牌得主。